# Saison 2008 de l'équipe cycliste Euskaltel-Euskadi
La saison 2008 est la quinzième année d'activité de l'équipe cycliste Euskaltel-Euskadi. Elle y a enregistré un total de sept victoires, dont cinq par son sprinter Koldo Fernández.

## Effectif

### Coureurs
| Cycliste            | Date de naissance | Nationalité | Équipe 2007       |
| ------------------- | ----------------- | ----------- | ----------------- |
| Josu Agirre         | 23.05.1981        | Espagne     | Néoprofessionnel  |
| Beñat Albizuri      | 17.05.1981        | Espagne     |                   |
| Igor Antón          | 02.03.1983        | Espagne     |                   |
| Lander Aperribai    | 15.06.1982        | Espagne     |                   |
| Javier Aramendia    | 05.12.1986        | Espagne     | Néoprofessionnel  |
| Mikel Astarloza     | 17.11.1979        | Espagne     |                   |
| Jorge Azanza        | 16.06.1982        | Espagne     |                   |
| Jon Bru             | 18.10.1977        | Espagne     |                   |
| Koldo Fernández     | 13.09.1981        | Espagne     |                   |
| Aitor Galdós        | 08.11.1979        | Espagne     |                   |
| Dionisio Galparsoro | 13.08.1978        | Espagne     |                   |
| Aitor Hernández     | 24.01.1982        | Espagne     |                   |
| Markel Irizar       | 05.02.1980        | Espagne     |                   |
| Iñaki Isasi         | 20.04.1977        | Espagne     |                   |
| Andoni Lafuente     | 06.09.1985        | Espagne     |                   |
| Íñigo Landaluze     | 09.05.1977        | Espagne     |                   |
| Antton Luengo       | 17.01.1981        | Espagne     |                   |
| Egoi Martínez       | 15.05.1979        | Espagne     | Discovery Channel |
| Juan José Oroz      | 11.07.1980        | Espagne     |                   |
| Alan Pérez Lazaun   | 15.07.1982        | Espagne     |                   |
| Rubén Pérez         | 30.10.1981        | Espagne     |                   |
| Samuel Sánchez      | 05.02.1978        | Espagne     |                   |
| Amets Txurruka      | 10.11.1982        | Espagne     |                   |
| Iván Velasco        | 07.02.1980        | Espagne     |                   |
| Gorka Verdugo       | 04.11.1978        | Espagne     |                   |
| Haimar Zubeldia     | 01.04.1977        | Espagne     |                   |

## Bilan de la saison

### Victoires
| Date       | Course                               | Pays    | Classe | Vainqueur       |
| ---------- | ------------------------------------ | ------- | ------ | --------------- |
| 08/03/2008 | 5e étape du Tour de Murcie           | Espagne | 2.1    | Koldo Fernández |
| 28/03/2008 | 5e étape du Tour de Castille-et-León | Espagne | 2.1    | Koldo Fernández |
| 04/05/2008 | 2eb étape du Tour des Asturies       | Espagne | 2.1    | Samuel Sánchez  |
| 07/06/2008 | 2e étape de la Bicyclette basque     | Espagne | 2.HC   | Koldo Fernández |
| 15/06/2008 | 2e étape du Tour de Suisse           | Suisse  | PT     | Igor Antón      |
| 07/08/2008 | 3e étape du Tour de Burgos           | Espagne | 2.HC   | Koldo Fernández |
| 05/10/2008 | Tour de Vendée                       | France  | 1.1    | Koldo Fernández |

### Classements UCI ProTour

#### Individuel
Classement au ProTour 2008 des coureurs de l'équipe Euskaltel-Euskadi.
| Rang | Coureur         | Points |
| ---- | --------------- | ------ |
| 11   | Mikel Astarloza | 60     |
| 22   | Haimar Zubeldia | 48     |
| 32   | Igor Antón      | 38     |
| 84   | Samuel Sánchez  | 7      |
| 122  | Gorka Verdugo   | 2      |

#### Équipe
L'équipe Euskaltel-Euskadi a terminé à la 7e place (sur 18) du classement par équipes avec 160 points.
Détail des points obtenus
| Dates               | Course                       | Place au classement par équipes | Points obtenus |
| 22-27 janvier       | Tour Down Under              | 5e                              | 16             |
| 6 avril             | Tour des Flandres            | -                               | 0              |
| 9 avril             | Gand-Wevelgem                | 12e                             | 9              |
| 7-12 avril          | Tour du Pays basque          | 9e                              | 12             |
| 20 avril            | Amstel Gold Race             | 14e                             | 7              |
| 29 avril-4 mai      | Tour de Romandie             | 6e                              | 15             |
| 19-25 mai           | Tour de Catalogne            | 8e                              | 13             |
| 8-15 juin           | Critérium du Dauphiné libéré | 1re                             | 20             |
| 14-22 juin          | Tour de Suisse               | 18e                             | 3              |
| 2 août              | Classique de Saint-Sébastien | 2e                              | 19             |
| 25 août             | Grand Prix de Plouay         | 13e                             | 8              |
| 20-27 août          | Eneco Tour                   | 19e                             | 2              |
| 29 août-6 septembre | Tour d'Allemagne             | 6e                              | 15             |
| 7 septembre         | Vattenfall Cyclassics        | 10e                             | 11             |
| 14-20 septembre     | Tour de Pologne              | 11e                             | 10             |